# Circondario di Harburg
Il circondario di Harburg (targa WL) è un circondario (Landkreis) della Bassa Sassonia, in Germania.
Il capoluogo è Winsen (Luhe), il centro maggiore Seevetal.

Curiosamente, il circondario prende ancor oggi nome dalla città di Harburg (già capoluogo), annessa nel 1938 alla città di Amburgo.

## Geografia antropica
Il circondario di Harburg si compone di 2 città, 4 comuni e 6 comunità amministrative (Samtgemeinde), che raggruppano complessivamente 36 comuni.
Tra parentesi i dati della popolazione al 31 dicembre 2021.

### Città
- Buchholz in der Nordheide (comune indipendente) (40 164)
- Winsen (Luhe) (comune indipendente) (35 630)

### Comuni
- Neu Wulmstorf (21 748)
- Rosengarten (13 627)
- Seevetal (41 931)
- Stelle (11 402)

### Comunità amministrative (Samtgemeinde)
- Samtgemeinde Elbmarsch (13 079)

1. Drage (4 237)
2. Marschacht * (3 993)
3. Tespe (4 849)

- Samtgemeinde Hanstedt (15 305)

1. Asendorf (2 082)
2. Brackel (1 957)
3. Egestorf (2 720)
4. Hanstedt * (6 053)
5. Marxen (1 434)
6. Undeloh (1 059)

- Samtgemeinde Hollenstedt, con i comuni:

1. Appel (2 015)
2. Drestedt (790)
3. Halvesbostel (745)
4. Hollenstedt * (3 807)
5. Moisburg (2 027)
6. Regesbostel (1 075)
7. Wenzendorf (1 473)

- Samtgemeinde Jesteburg, con i comuni:

1. Bendestorf (2 308)
2. Harmstorf (825)
3. Jesteburg * (7 923)

- Samtgemeinde Salzhausen (14 542)

1. Eyendorf (1 212)
2. Garlstorf (1 185)
3. Garstedt (1 430)
4. Gödenstorf (1 029)
5. Salzhausen * (4 865)
6. Toppenstedt (2 181)
7. Vierhöfen (925)
8. Wulfsen (1 715)

- Samtgemeinde Tostedt (27 132)

1. Dohren (1 248)
2. Handeloh (2 540)
3. Heidenau (2 304)
4. Kakenstorf (1 488)
5. Königsmoor (608)
6. Otter (1 771)
7. Tostedt (14 206)
8. Welle (1 214)
9. Wistedt (1 753)